# Günther Enderlein
Günther Enderlein (ur. 7 czerwca 1872 w Lipsku, zm. 11 sierpnia 1968 w Wentorf bei Hamburg) – niemiecki zoolog i entomolog. Rozwinął teorię pleomorfizmu cyklicznego.

## Życie i praca naukowa
Urodził się w Lipsku jako syn nauczyciela, studiował w Lipsku i Berlinie, uzyskał stopień Ph.D. w roku 1898 jako zoolog. W 1924 został profesorem. Najpierw pracował jako asystent w muzeum zoologicznym w Berlinie, później wyjechał do Szczecina. W Berlinie założył instytut mikrobiologii, gdzie rozwijał nowe rodzaje preparatów z pleśni. Podczas pierwszej wojny światowej pracował jako wojskowy chirurg w stopniu majora (mimo że był biologiem), albowiem w tamtym czasie brakowało lekarzy. W 1919 wrócił do Berlina i pozostał tam aż do roku 1937. Po roku 1933 został kierownikiem produkcji w małej firmie farmaceutycznej Sanum.
W 1944 założył własną firmę farmaceutyczną Ibica z siedzibą w Berlinie, przeniesioną później do Hamburga. Był również wydawcą gazety „Akmon”. Po jego śmierci firmy Ibica i Sanum połączono, w 1975 roku powołano nową firmę o nazwie Sanum-Kehlbeck, która funkcjonuje po dziś dzień.
Międzynarodową sławę naukowca zdobył pracą nad owadami. Opublikował ponad 500 artykułów naukowych, większość z nich o owadach. Pracował nad taksonomią i systematyką wielu rodzin muchówek. Wiele owadów zostało nazwane przez niego, a niektóre noszą jego imię. Enderlein najbardziej zainteresowany był Simuliidae (rodzina muchówek).
Rozgłos przyniosła mu koncepcja cyklogenii mikroorganizmów i hipoteza na temat przyczyn raka. Bazował na istniejących pracach innych naukowców. Koncepcja pleomorfizmu była pod koniec XIX wieku i na początku XX wieku dosyć kontrowersyjna. Ostatecznie jednak górę wzięła koncepcja monomorfizmu Pasteura. 
W roku 1925 Enderlein opublikował swoje główne dzieło Bakterien-Cyklogenie, w którym zawarł nie tylko kompleksowy opis hipotezy, ale w tym samym czasie stworzył swoją własną terminologię. Twierdził, że małe nieszkodliwe cząsteczki występują u każdego zwierzęcia i w roślinach, i w określonych okolicznościach mogą zmieniać się w większe i patogenne bakterie lub grzyby. Te najmniejsze cząsteczki zostały nazwane protitami, mogą być symbiotyczne lub endobiontyczne. Protity są małymi koloidami proteinowymi, rozmiarów między 1 a 10 nm. Enderlein dokonał rozróżnienia pomiędzy kwasowymi a alkalicznymi symbiontami. Ponadto cząsteczki te zdolne są do przenoszenia się na płód przez łożysko.
Stwierdził, że wszystkie poważne zmiany lub pogorszenie się wewnętrznego środowiska ustroju mogą spowodować ewolucję, poprzez specyficzne stadia cyklicznego rozwoju, dotąd nieszkodliwych mikrobów w formy powodujące choroby. W bardziej radykalnej formie teoria Ederleina zakładała, że tak naprawdę istnieją tylko dwa gatunki drobnoustrojów, które są przyczyną wszystkich schorzeń: kropidlak czarny (Aspergillus niger) i pleśniak groniasty (Mucor racemosus).
Inni pleomorfiści: Antoine Bechamp, Royal Rife, Wilhelm Reich, Gaston Naessens, Alan Cantwell, Robert Young.